# Коле Валерано (Рим)
Коле Валерано је насеље у Италији у округу Рим, региону Лацио.
Према процени из 2011. у насељу је живело 47 становника. Насеље се налази на надморској висини од 279 м.